# 木津 (犬山市)
木津（こっつ）は、愛知県犬山市の地名。

## 地理

### 河川・池沼
- 木曽川
- 木津用水

### 交通
- 愛知県道183号浅井犬山線

### 施設
- 木曽川犬山緑地
- 犬山市立犬山中学校
- 臨川山吸江寺
- 三明神社
- 木津宮前ちびっこ広場
- 東洋紡犬山工場
- 東洋紡体育館
- 東邦化工犬山工場

## 歴史

### 沿革
- 江戸時代 - 尾張国丹羽郡木津村として所在[1]。尾張藩小牧代官所支配[1]。
- 1868年（明治元年） - 犬山藩領となる[1]。
- 1889年（明治22年） - 高雄村大字木津となる[1]。
- 1906年（明治39年） - 犬山町大字木津となる[1]。
- 1938年（昭和13年） - 東洋紡犬山工場が設置される[1]。
- 1954年（昭和29年） - 犬山市大字木津となる[1]。

### WEB
1. ↑  “読み仮名データの促音・拗音を小書きで表記するもの(zip形式) 愛知県” (zip).   日本郵便 (2024年2月29日). 2024年3月26日閲覧。
2. ↑  “市外局番の一覧” (PDF).   総務省 (2022年3月1日). 2022年3月22日閲覧。
3. ↑  “ナンバープレートについて”.   一般社団法人愛知県自動車会議所. 2024年1月21日閲覧。

### 書籍
1. 1 2 3 4 5 6 7  「角川日本地名大辞典」編纂委員会 1989, p. 561.